# Roberta Serra
Roberta Serra (Torino, 24 aprile 1970) è un'ex sciatrice alpina italiana.

## Biografia
Specialista dello slalom speciale originaria di Cesana Torinese, debuttò nel Circo bianco in occasione dei Mondiali juniores di Hemsedal/Sälen 1987, dove si piazzò 6ª nella discesa libera. In Coppa del Mondo andò per la prima volta a punti in occasione dello slalom speciale di Schruns del 12 gennaio 1992; pochi giorni più tardi ottenne i suoi unici punti nel circuito in una gara diversa dallo slalom speciale (25ª nello slalom gigante di Piancavallo del 20 gennaio).
Prese parte ai XVII Giochi olimpici invernali di Lillehammer 1994, sua unica presenza olimpica, classificandosi 7ª nello slalom speciale. Ottenne il suo unico podio in Coppa del Mondo il 14 gennaio 1996, chiudendo al 3º posto lo slalom speciale di Garmisch-Partenkirchen alle spalle della slovena Urška Hrovat e dell'austriaca Elfi Eder; nella stessa stagione disputò lo slalom speciale dei Mondiali della Sierra Nevada, sua unica presenza iridata, senza concludere la seconda manche. Chiuse la carriera nel 1997, dopo aver ottenuto altri due piazzamenti tra le prime dieci in Coppa del Mondo (due ottavi posti sempre in slalom speciale); la sua ultima gara nel massimo circuito internazionale fu lo slalom speciale di Laax del 2 febbraio (17ª) e la sua ultima gara in carriera fu lo slalom speciale dei Campionati italiani 1997, disputato il 23 marzo a Cerreto Laghi e chiuso dalla Serra al 5º posto.

## Palmarès

### Coppa del Mondo
- Miglior piazzamento in classifica generale: 55ª nel 1994
- 1 podio (in slalom speciale):
  - 1 terzo posto

### Coppa Europa
- 1 podio (dati dalla stagione 1994-1995):
  - 1 terzo posto

### Campionati italiani
- 6 medaglie[1]:
  - 2 ori (slalom gigante nel 1990; slalom speciale nel 1992)
  - 2 argenti (slalom speciale nel 1988; combinata nel 1995)
  - 2 bronzi (slalom speciale nel 1995; slalom speciale nel 1996)